# 巴胡拉
巴胡拉（Bahula），是印度西孟加拉邦Barddhaman县的一个城镇。总人口16264（2001年）。

## 人口
该地2001年总人口16264人，其中男性8920人，女性7344人；0—6岁人口2137人，其中男1079人，女1058人；识字率58.34%，其中男性为67.84%，女性为46.81%。